# Léonce-Abel Mazoyer
Pour les articles homonymes, voir Mazoyer.
Léonce-Abel Mazoyer (de son nom de naissance Léonce Louis Vincent Abel Mazoyer, né le 16 novembre 1848 dans le 10e arrondissement de Paris et mort le 21 juillet 1910 dans le 16e arrondissement de Paris, est un ingénieur français du corps des Ponts-et-Chaussées.

## Biographie
Léonce-Abel Mazoyer est le fils de Léonce Mazoyer (1819-1886), directeur général des Postes de la Seine et de Louise Royer (1828-1910).
Il fit ses études secondaires au collège Stanislas à Paris, puis fut élève à l'École polytechnique (X1867) et à l'École des Ponts et Chaussées (1869).
De 1873 à 1878, Léonce-Abel Mazoyer effectua des missions en Angleterre, en Belgique et aux Pays-Bas. De 1879 à 1885, il fut affecté à Châteaudun (Eure-et-Loir) puis à Vendôme (Loir-et-Cher).
Son œuvre la plus connue est sans nul doute le pont-canal de Briare (Loiret), qui permet, depuis le 16 septembre 1896, au canal latéral à la Loire de franchir cette dernière pour aller se raccorder, 3 km plus loin, au canal de Briare. Pendant plus d'un siècle, cet ouvrage a détenu le record européen, et peut-être mondial, de longueur dans sa catégorie avec 662 m. Il n'a été dépassé qu'en 2003 par le pont-canal de Magdebourg, en Allemagne, qui mesure 918 m.

Le pont-canal de Briare
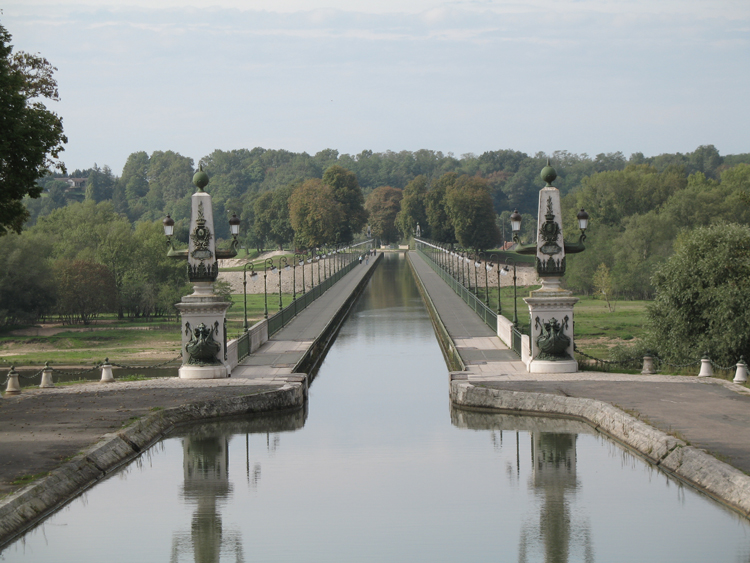
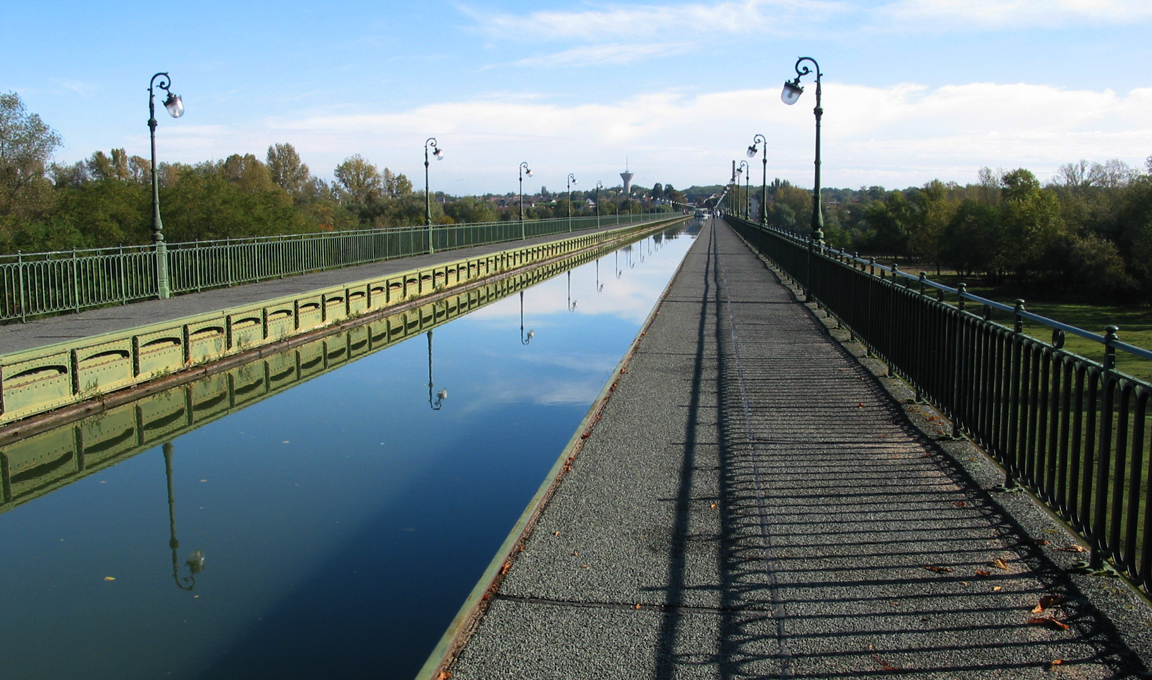
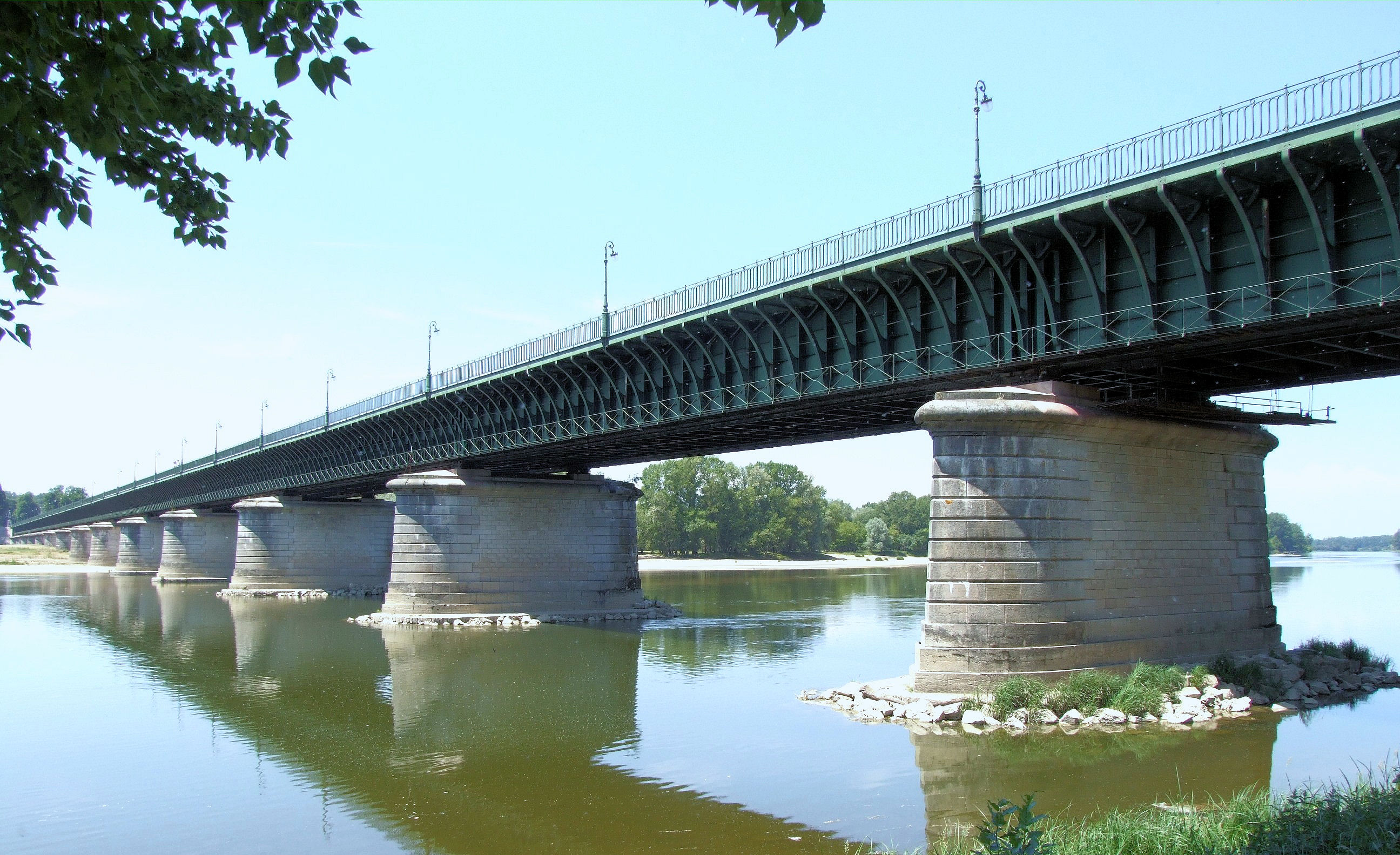
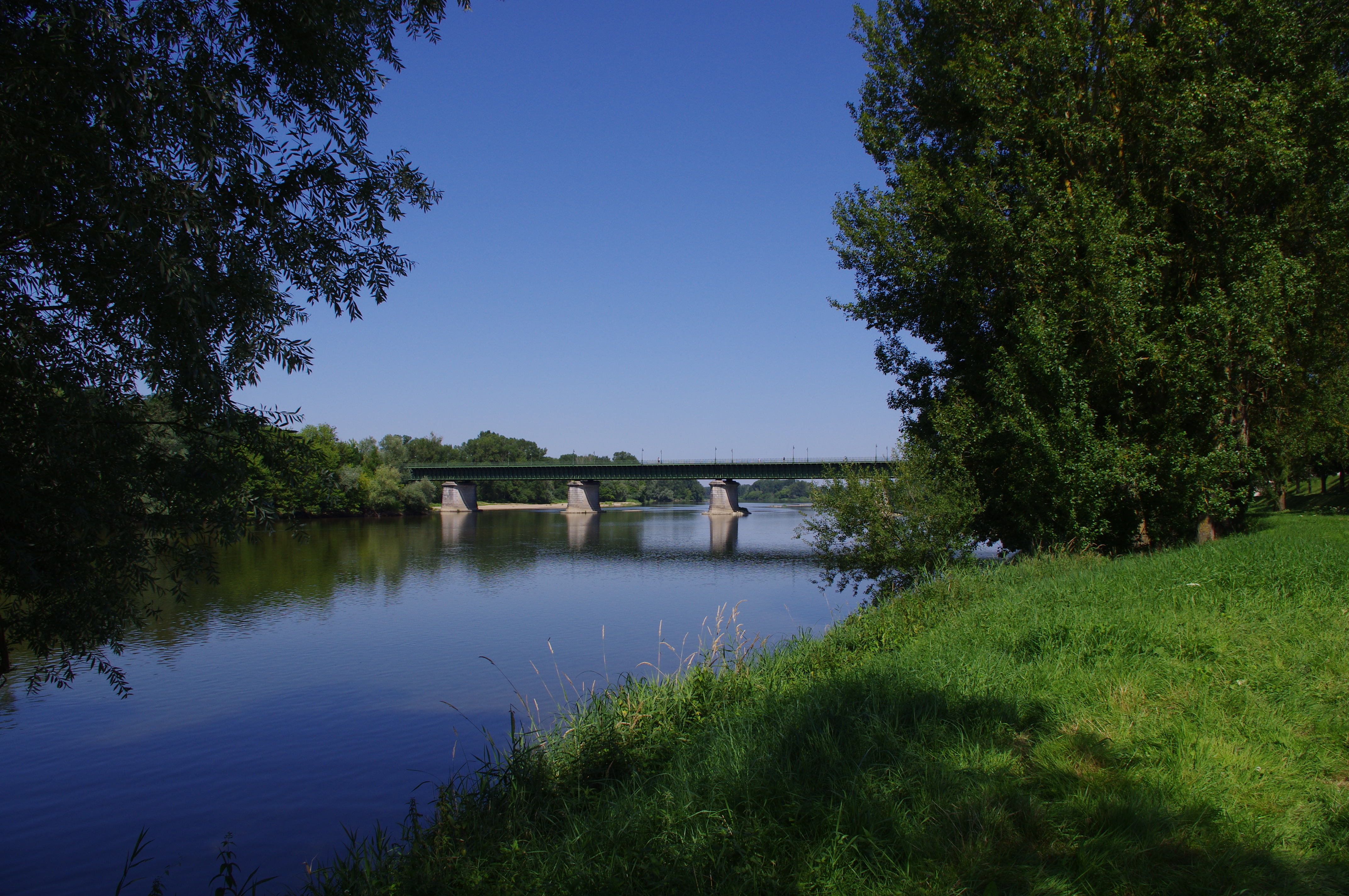

On lui doit aussi la mise au gabarit Freycinet de toute la ligne fluviale de Roanne à Briare (les canaux de Roanne à Digoin et latéral à la Loire, soit 250 km), ainsi que d'une partie du canal du Nivernais. C'est dans le cadre de cette modernisation qu'il conçoit le pont-canal de Briare, alors qu'il est au poste d'ingénieur en chef à Nevers.
À Roanne (Loire), Léonce-Abel Mazoyer s'est occupé de la modernisation du port et a conçu un « petit frère » au pont-canal de Briare : le pont-rivière métallique de l'Oudan dit « pont Pisserot » construit en 1897, comme son « grand frère » dont on dirait un segment posé sur des culées de granit et de porphyre roses.

Le « pont Pisserot » à Roanne
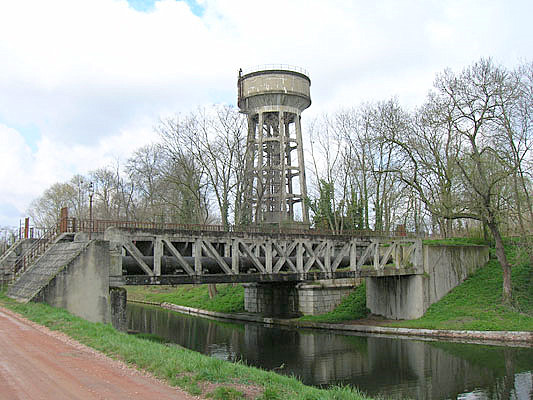
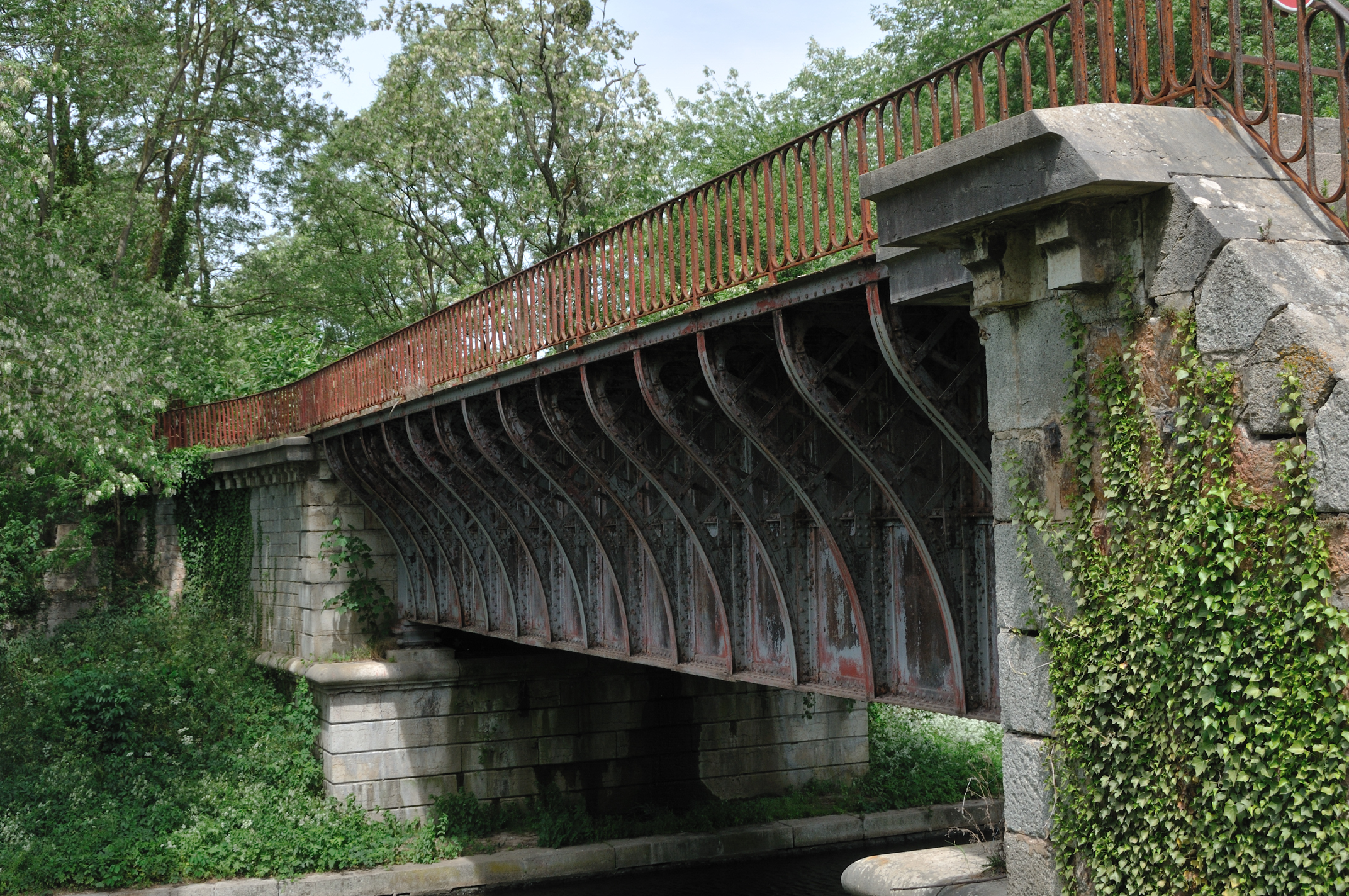
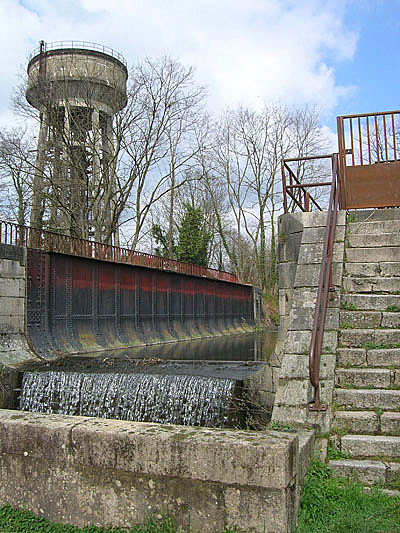
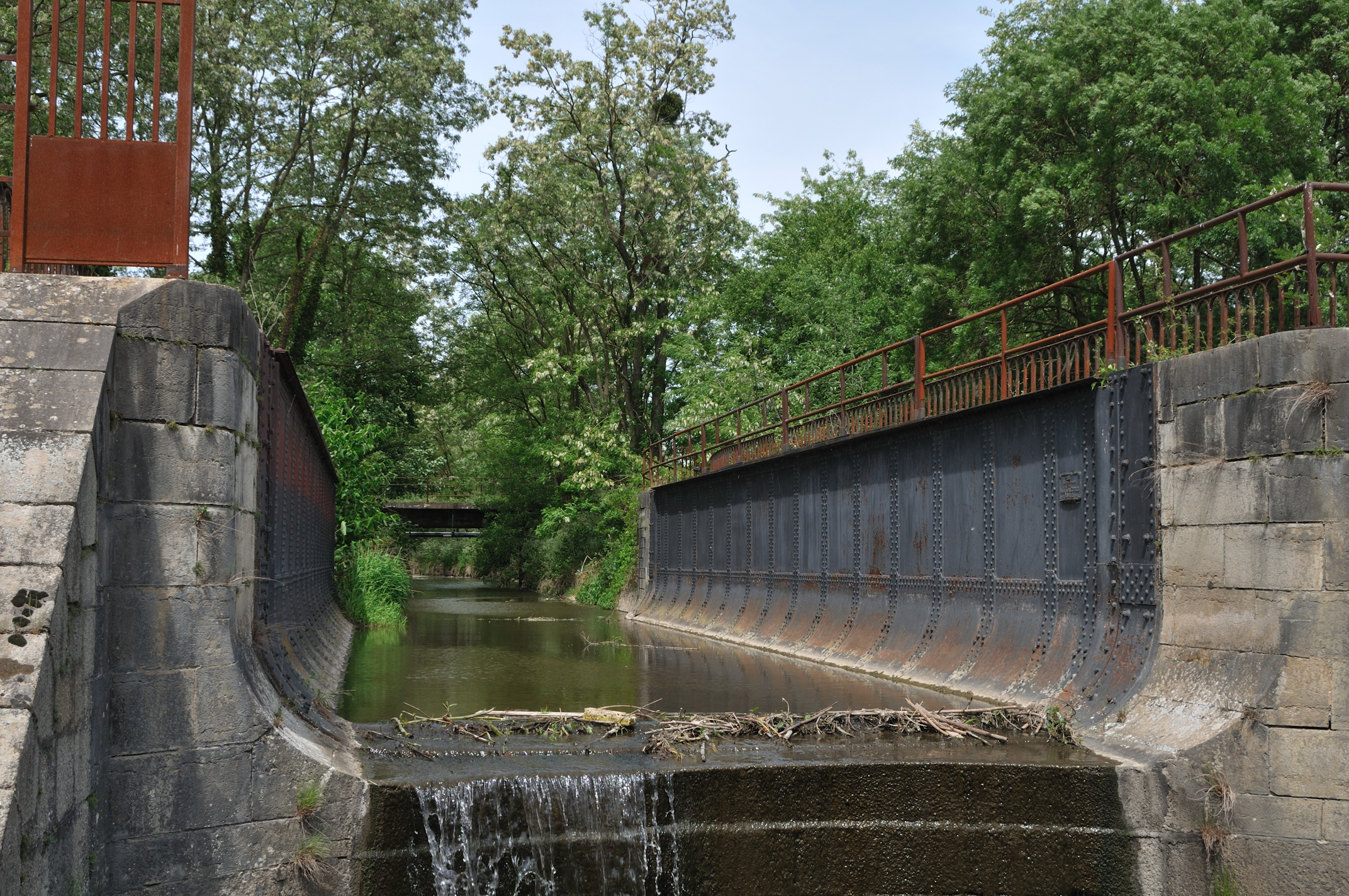

En 1909, Léonce-Abel Mazoyer est nommé inspecteur général des Ponts et Chaussées.
Il fut l'un des grands ingénieurs qui ont laissé une trace profonde dans l'histoire du corps des Ponts-et-Chaussées.
Il est inhumé au cimetière du Montparnasse. L'éloge funèbre fut prononcé par son collègue Albert de Préaudeau.

## Décorations

### Décorations officielles
- Chevalier de la Légion d'honneur (7 juillet 1885).
- Officier de la Légion d'honneur (18 juillet 1903).